# 温州医科大学
温州医科大学是国家卫生健康委员会、教育部和浙江省人民政府共建高校，是浙江省省属高等院校，浙江省重点建设大学，学校起源可追溯到1912年建立的浙江省医学专门学校。学校坐落于浙江省温州市，由茶山校区、学院路校区、滨海校区三部分组成，拥有5所直管附属医院、29所非直管附属医院，69个教学实习基地。设有眼视光学和视觉科学国家重点实验室，眼视光学教育在国内名列前茅。

## 历史沿革

### 学校变迁
- 温州医科大学是浙江省省属普通高等学校。学校最早可溯源至创办于1912年的浙江医学专门学校，1958年8月由浙江医学院从杭州分迁至温州建立，初名“浙江第二医学院”，后以校址所在地定名为“温州医学院”。2013年更名为“温州医科大学”，2015年成为浙江省人民政府、国家卫生计生委和教育部共建高校，2017年，成为浙江省重点建设高校。[2][4]

### 历任校长
- 钱礼
- 李日千
- 高志杰
- 瞿佳
- 吕帆
- 李校堃[5]

## 机构设置

### 学院设置
温州医科大学下设第一临床医学院（信息与工程学院）、第二临床医学院、眼视光学院（生物医学工程学院）等14个学院，以及体育科学部、仁济学院（独立学院）、阿尔伯塔学院（中外合作办学），共17个学院级别部门。其中，第一临床医学院（信息与工程学院）、第二临床医学院、口腔医学院分别与附属第一医院、附属第二医院、附属口腔医院实行“院院合一”（学院与医院）的管理体系。

## 学科设置与情况

### 专业设置
| 本科专业             | 临床医学、儿科学、眼视光医学、麻醉学、医学检验、预防医学、口腔医学等30个 |
| “5+3 ”本硕一体化专业 | 临床医学、眼视光医学                                                     |
| 重点学科             | 4个浙江省“重中之重”重点学科、10个浙江省重点学科。                        |

在教育部评定的第四轮学科评估中，临床医学、药学取得了B-等级，生物学、生物医学工程取得了C+等级，中药学、护理学为C，基础医学与口腔医学则为C-。而在教育部全国首次专业学位评估中，临床医学取得了B等级。

### 研究生学位授予权
温州医学院于1978年招收首批硕士研究生，是全国首批硕士学位授予单位，具有博士学位授予权。
| 学科           | 数量 | 内容 |
| 一级学科博士点 | 5个  | 临床医学、基础医学、药学、生物医学工程、医学技术                                                                             |
| 二级学科博士点 | 18个 | 二级学科 |
| 一级学科硕士点 | 12个 | 临床医学、护理学、中药学、生物学、生物医学工程、基础医学、中西医结合、药学、医学技术、口腔医学、公共卫生与预防医学、公共管理 |
| 二级学科硕士点 | 48个 | 二级学科 |

此外学校还设有临床医学和药学一级学科博士后流动站。

## 学术与研究

### 实验室&主办期刊
- 1个省部共建国家重点实验室（省部共建眼视光学和视觉科学国家重点实验室）。
- 8个省部级重点实验室（研究中心）。
- 主办《温州医科大学学报》、《中华眼视光学与视觉科学杂志》、《肝胆胰外科杂志》、《Eye and Vision》、《医学参考报-眼科频道》。
- 中国科技核心期刊：《温州医科大学学报》、《中华眼视光学与视觉科学杂志》、《肝胆胰外科杂志》[10]。

## 校园情况
学校现有3个校区(茶山校区、学院路校区、滨海校区），总占地面积1900多亩，建筑面积55万平方米。图书馆藏书203万册。
其中，学院路校区位于温州市中心，是温州医科大学的老校区，与温州医科大学附属第二医院、附属眼视光医院相邻；茶山校区则位于瓯海区南部的茶山高教园区，毗邻大罗山与附属第一医院的新院区；滨海校区则位于洞头区，主要为仁济学院使用。

茶山校区
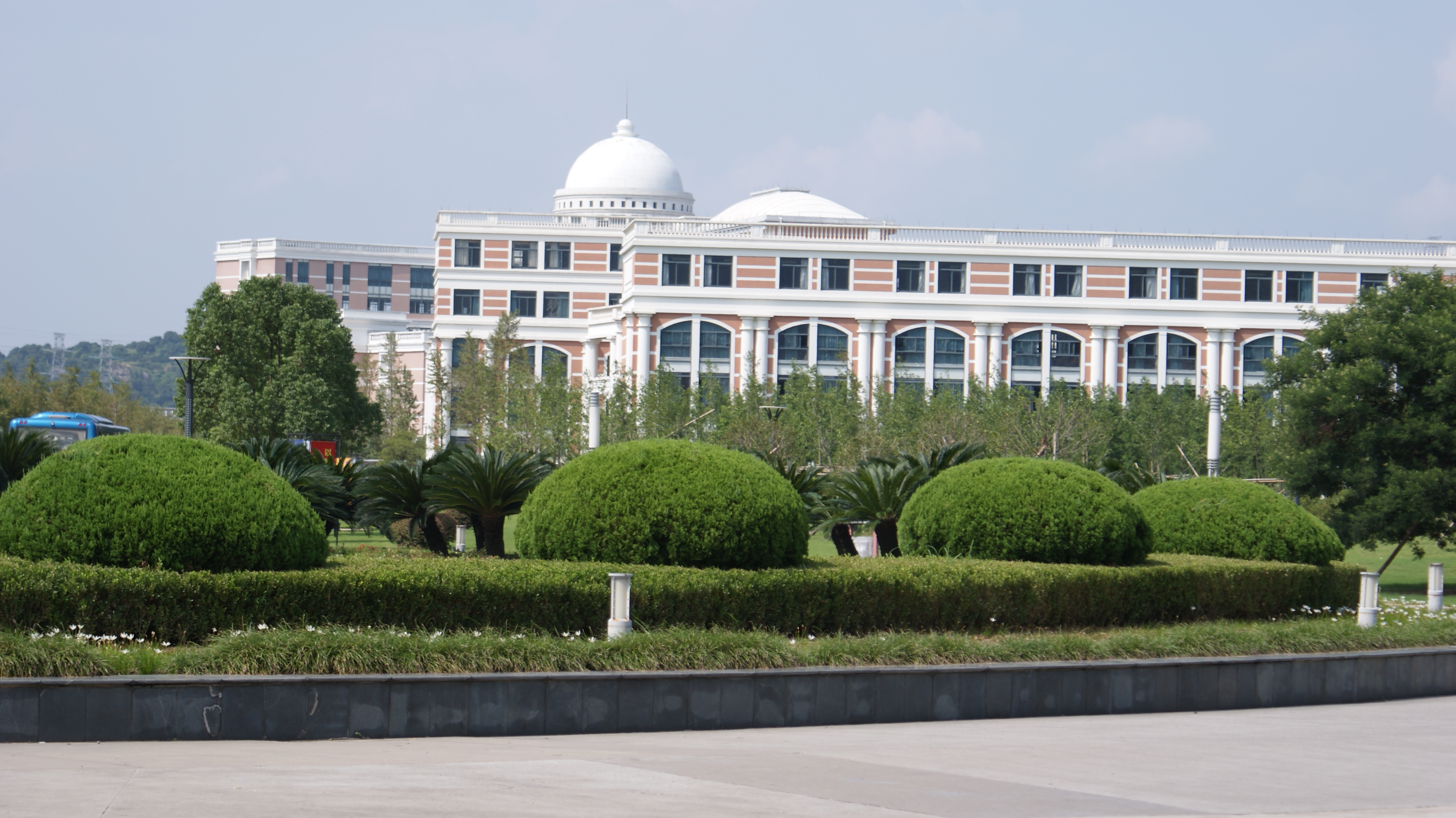
入口
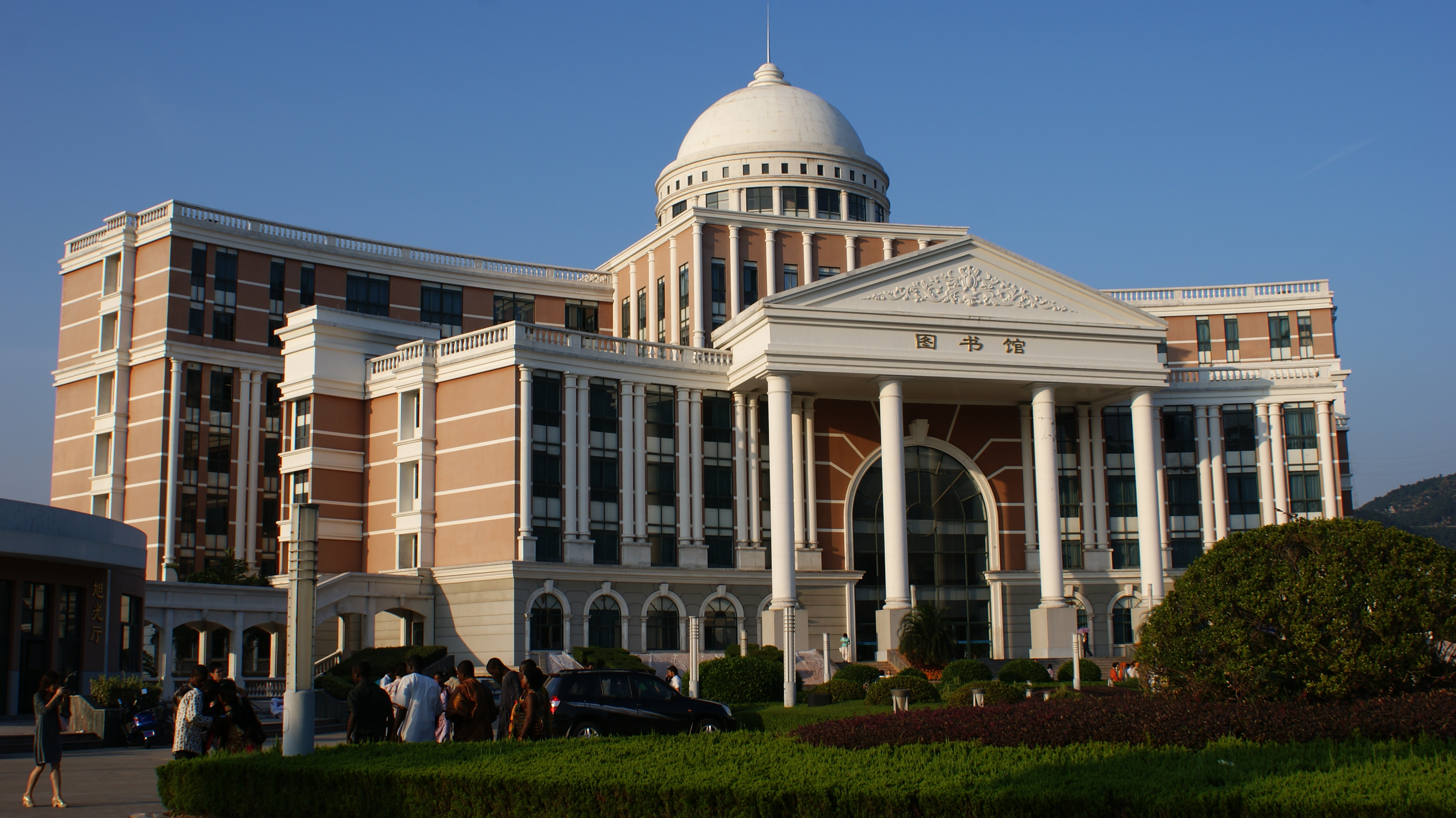
图书馆
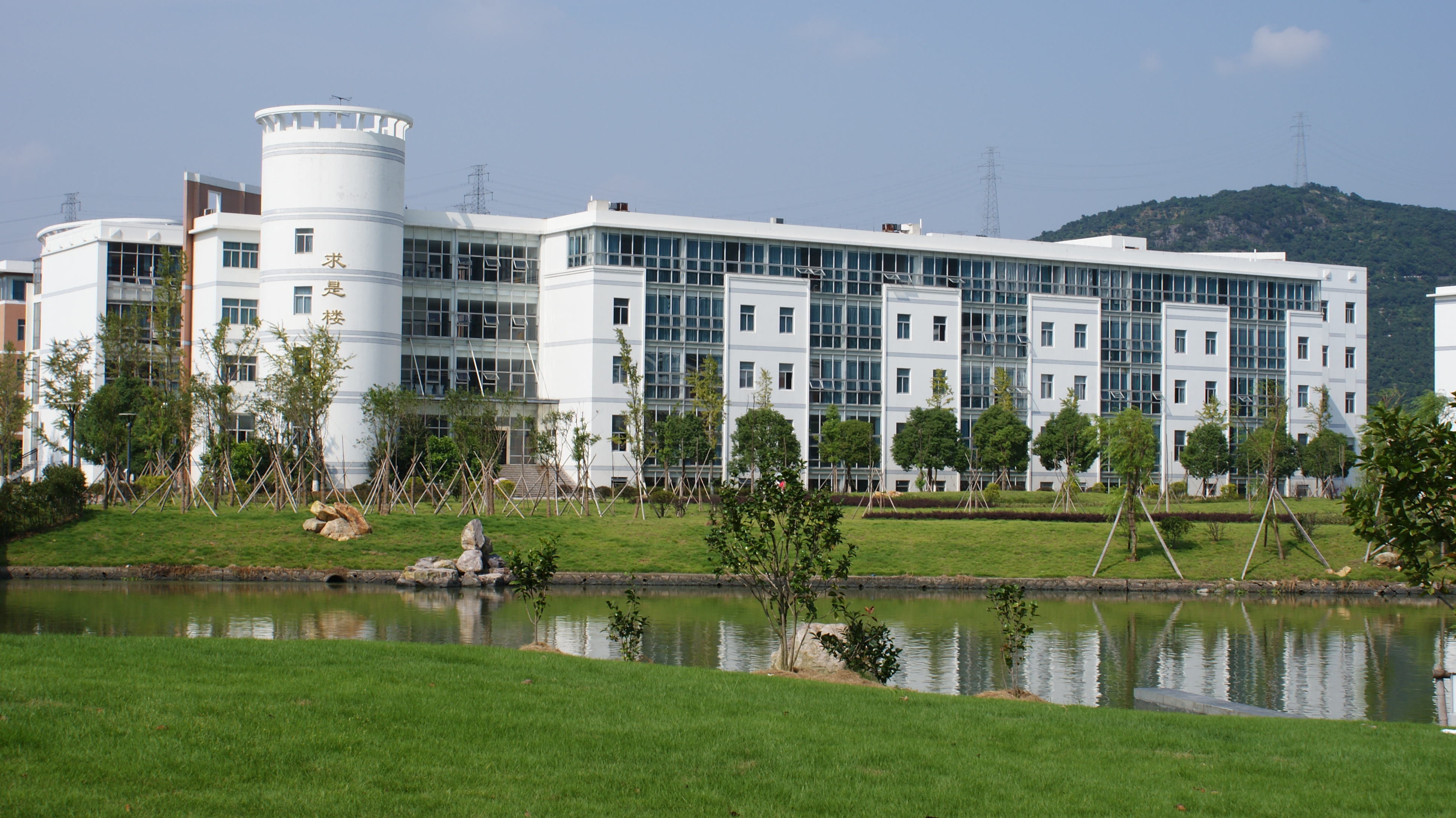
求是楼
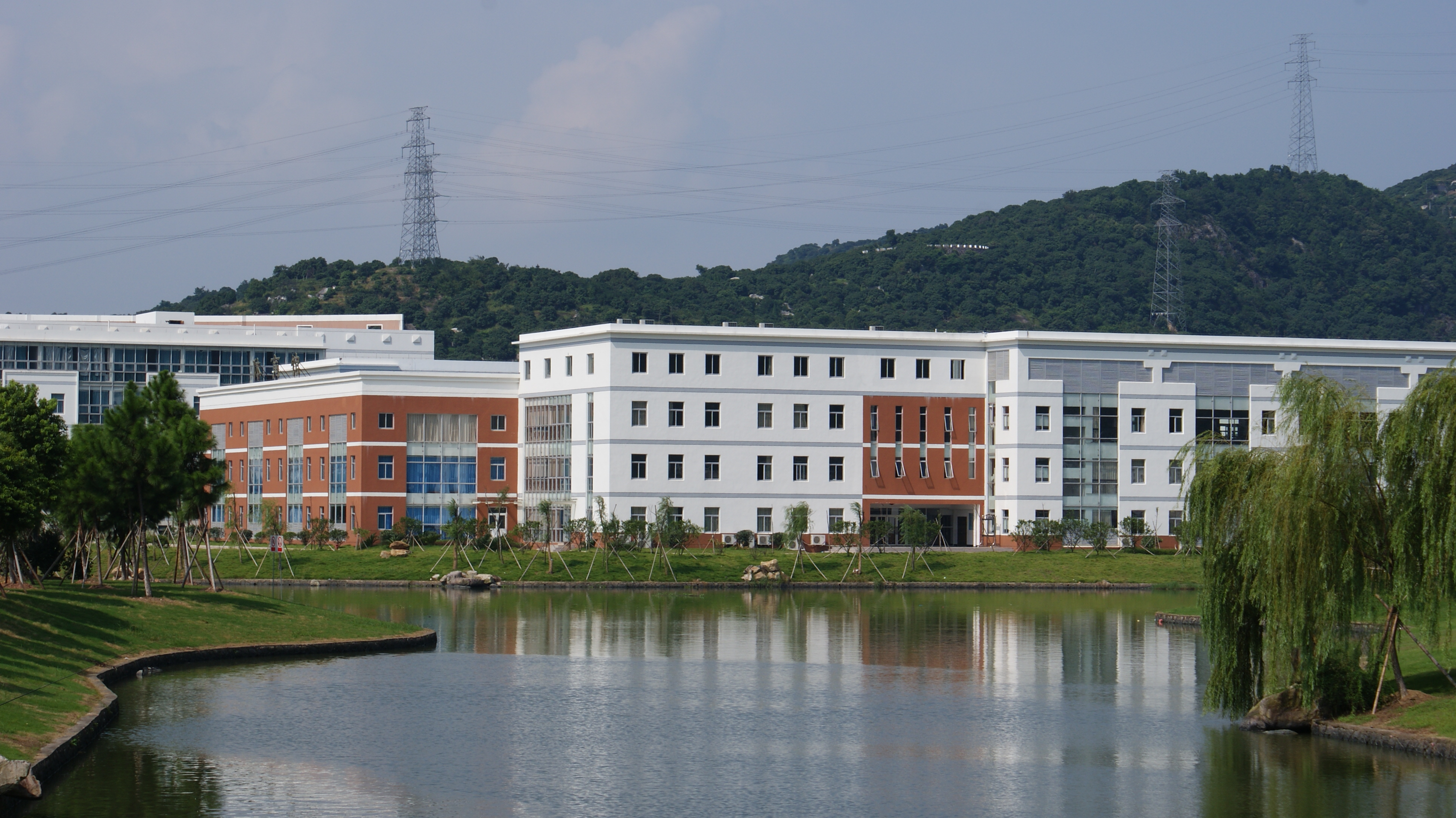
体育中心
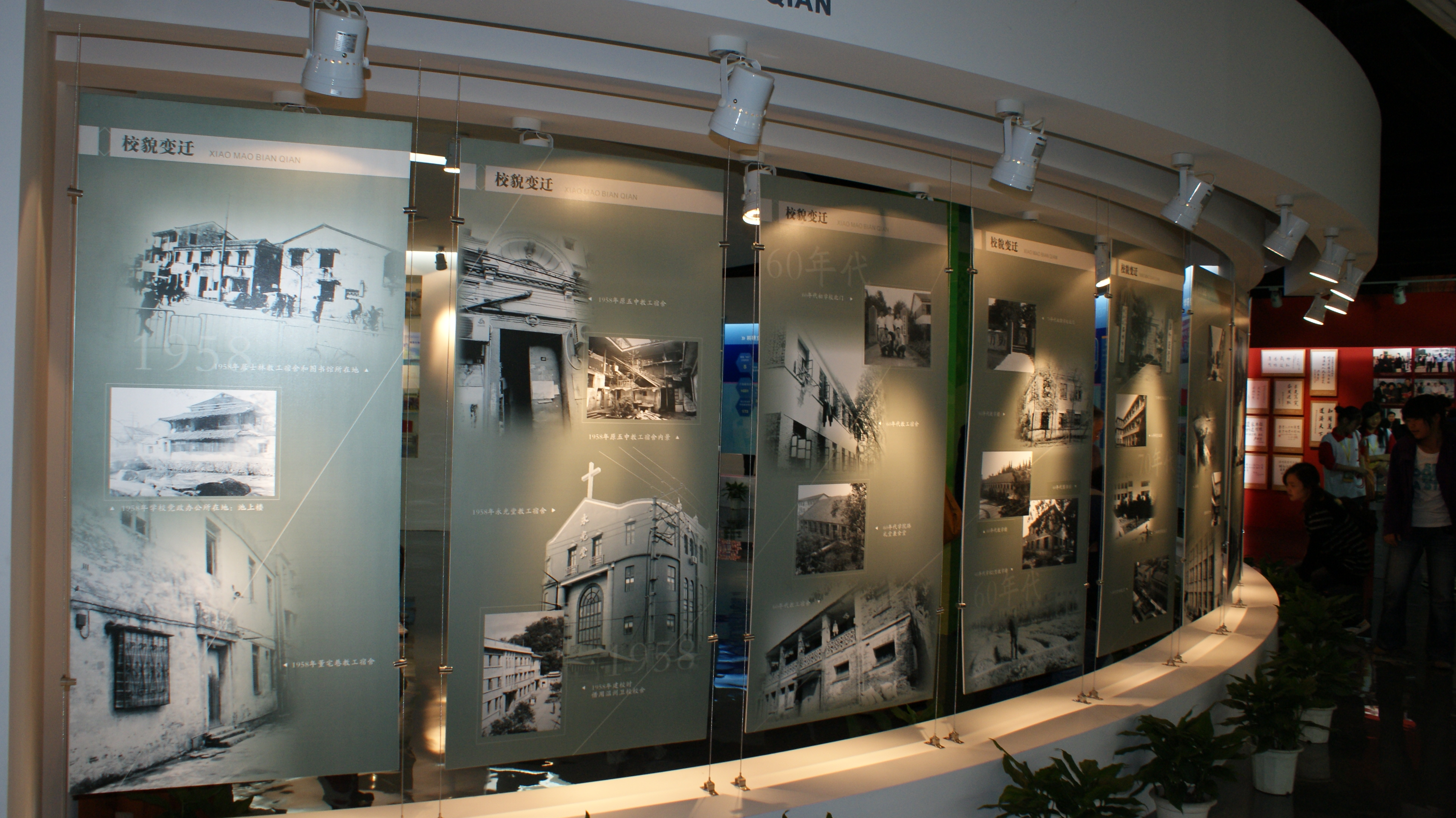
校史展

## 二级学院设置
- 眼视光学院、生物医学工程学院 School of Ophthalmology & Optometry, School of Biomedical Engineering （页面存档备份，存于）
- 第一临床医学院 School of the 1st Clinical Medical Sciences
- 第二临床医学院  School of the 2nd Clinical Medical Sciences
- 口腔医学院 School of Stomatology  （页面存档备份，存于）
- 环境与公共卫生学院 School of Environmental Science and Public Health
- 信息与工程学院 School of Information and Engineering
- 国际教育学院 School of International Studies

## 附属医院

### 直属附属医院
- 温州医科大学附属第一医院
- 温州医科大学附属第二医院（育英儿童医院）
- 温州医科大学附属口腔医院
- 温州医科大学附属眼视光医院（浙江省眼科医院）

### 非直属附属医院
- 温州医科大学附属第三医院（瑞安市人民医院）
- 温州医科大学附属第五医院（丽水市中心医院）
- 温州医科大学附属第六医院（丽水市人民医院）
- 温州医科大学附属台州医院（浙江省台州医院）
- 温州医科大学附属温岭医院（温岭市第一人民医院）
- 温州医科大学附属慈溪医院（慈溪市人民医院）
- 温州医科大学附属义乌医院（义乌市中心医院）
- 温州医科大学附属东阳医院（东阳市人民医院）
- 温州医科大学附属乐清医院（乐清市人民医院）
- 温州医科大学温州市第三临床学院（温州市人民医院）
- 温州医科大学定理临床学院（温州市中心医院）
- 温州医科大学附属舟山医院（舟山医院）

## 学术交流合作
- 学校一贯重视国际学术交流与合作。近几年来，已先后与美国、加拿大、英国、奥地利、法国、澳大利亚、日本、泰国、印度、香港、台湾等国家和地区的二十几所知名高等院校、科研机构建立了良好的交流合作关系以及比较稳定的教学、科研、临床协作关系，开展包括联合培养博士、互派学者、互派留学生等各种形式的合作项目。学校亦与阿尔伯塔大学合作建立了温州医科大学阿尔伯塔学院。
- 学校发展定位以本科生教育为主，积极发展研究生教育；以医学学科为重点，多学科协调发展；服务浙江，面向全国；办学特色鲜明，在国内外有一定影响的开放型、教学研究型大学。

## 姐妹校

### 亚洲
- 马来西亚
  - 拉曼大学